# Mordellistena weisei
Mordellistena weisei är en skalbaggsart som beskrevs av Friedrich Julius Schilsky 1895. Mordellistena weisei ingår i släktet Mordellistena, och familjen tornbaggar. Arten har ej påträffats i Sverige.